# Estadi Amari Daou
L'Estadi Amari Daou és un estadi esportiu de la ciutat de Ségou, a Mali.
És la seu del club AS Biton i té una capacitat per a 12.000 espectadors.
Va ser inaugurat l'any 2001. Va ser seu de la Copa d'Àfrica de Nacions 2002.